# Carl Wilhelm Fahnehielm
Carl Wilhelm Fahnehielm, född den 3 februari 1812 på majorsbostället i Alfta socken, död den 15 juli 1895 i Torpa prästgård, var en svensk präst.

## Biografi
Fahnehielm blev student vid Uppsala universitet 1830, avlade filosofie kandidatexamen 1836 och blev samma år filosofie magister. Den 12 juni 1840 avlade han teologie kandidatexamen och två dagar senare prästvigdes han i Uppsala. Samma år blev Fahnehielm extra ordinarie amanuens vid Stockholms stads konsistorium. Fahnehielm avlade pastoralexamen den 12 december 1840.
År 1841 blev Fahnehielm vice teologie lektor vid Gävle gymnasium och 1841–1843 var han vice lektor i filosofi vid samma gymnasium. År 1842 blev Fahnehielm kollega vid Gävle högre lärdomsskola och 1844 lektor i religion, logik, psykologi och svenska språket vid Ateneum i Gävle. Under åren 1844–1846 var Fahnehielm predikant vid kronoarbetskårens fördelning i Gävle. Den 14 juni 1855 utnämndes Fahnehielm till rektor vid Ateneum i Gävle.
Den 5 augusti 1856 utnämndes Fahnehielm till kyrkoherde i Kung Karls och Torpa församlingars pastorat i Strängnäs stift. Han tillträdde dock först den 1 maj 1859. Samma år flyttade familjen från Gävle till prästgården i Torpa (Skenåker i Himmelsberga rote). Gården var på 1 ½ mantal.
Fahnehielm blev prost 1881 och filosofie jubeldoktor 1886.

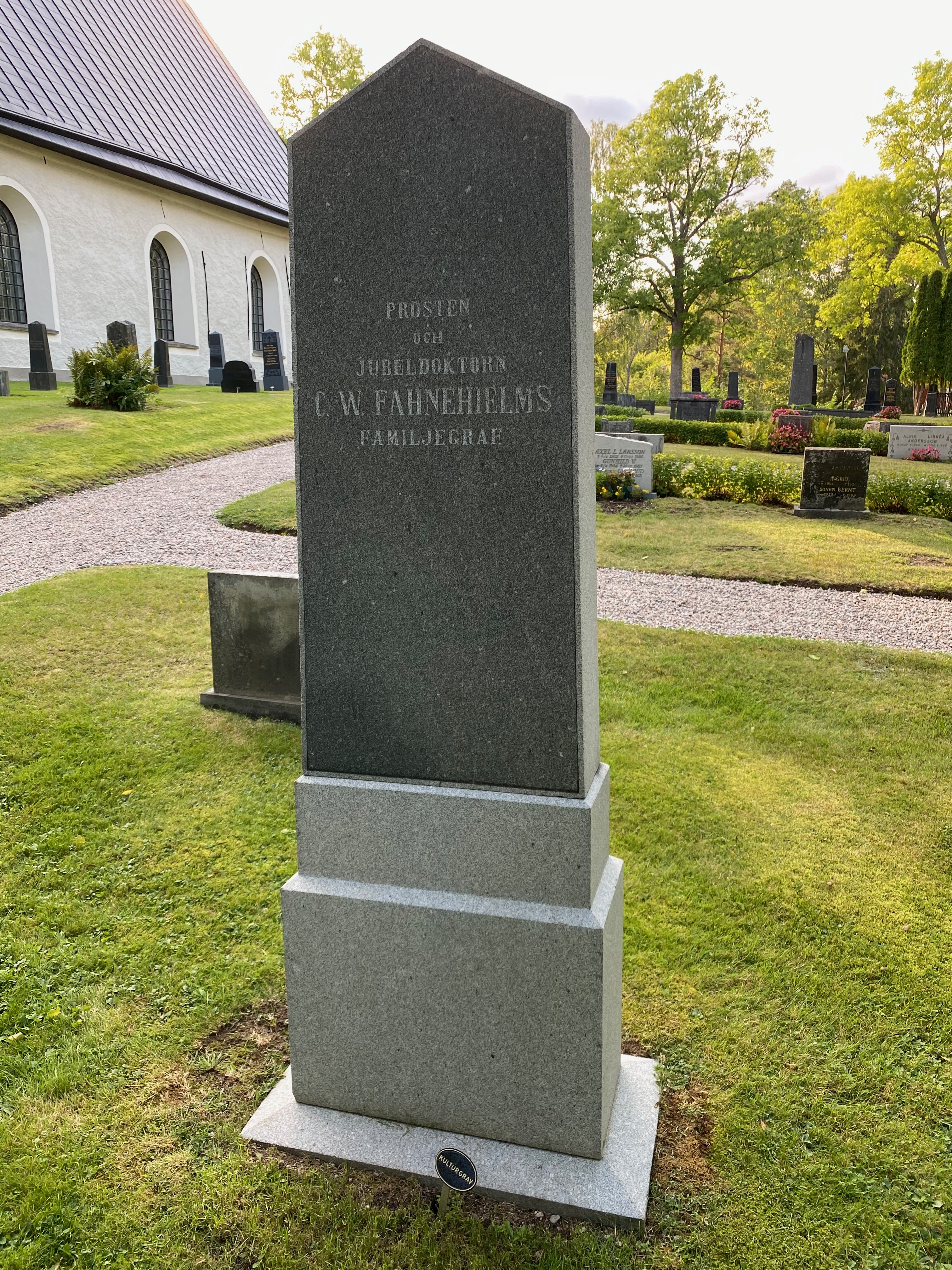
Carl Wilhelm Fahnehielms grav på Torpa kyrkogård.

## Familj
Carl Wilhelm Fahnehielm var son till majoren Fredrik Wilhelm Fahnehielm och Anna Charlotta Bedoire, sonson till vice presidenten Pehr Georg Fahnehielm och dotterson till Jean Fredric Bedoire).
Fahnehielm blev den 3 oktober 1845 gift i Gävle med Helena Vilhelmina (Mina) Strandberg, född den 2 februari 1824 i Stockholm, död den 16 januari 1895 i Torpa prästgård, dotter av landskamreraren i Gävleborgs län Johan Gustaf Strandberg och Anna Magdalena Schmidt. De fick nio barn varav sju uppnådde vuxen ålder, bland andra kaptenen Evald Fahnehielm som vid faderns bortgång 1895 blev ättens huvudman.